# Seiichi Sugano
Seiichi Sugano (菅野誠; Otaru, 17. prosinca 1939. – New York 29. kolovoza 2010.), japanski majstor borilačkih vještina. Izravni je učenik Moriheija Ueshibe. Nositelj je 8. Dana u aikidu.

## Životopis
Seiichi Sugano je rođen u Otaru na Hokkaidu. Sugano je judo proučavao šest godina kada je, oko 18. godine, otišao vježbati aikido. U Hombu dojo je ušao 1957. godine, a do 1959. godine bio je izravni učenik Moriheija Ueshibe. Godine 1965. Ueshiba ga je poslao da širi aikido u Australiji. Tamo je ostao 15 godina, osnovavši organizaciju Aikikai Australia. Na zahtjev Nobuyoshi Tamure, Sugano je otišao u Europu i boravio u Belgiji, Luksemburgu i Francuskoj. Počevši od 1988. godine, boravio je u New Yorku, gdje je zajedno s Yoshimitsu Yamadom predavao u New York Aikikaiju.
Sugano je održavao redovite kontakte s Hombu dojo-m i s obitelji Ueshiba. Tijekom godine puno je putovao održavajući seminare aikida, uglavnom u Europi i jugoistočnoj Aziji. Dva puta godišnje posjećivao je Australiju, a jednom godišnje Maleziju radi provođenja Nacionalnih škola za obuku i Dan ocjenjivanja. Suganoov aikido je bio poznat po tome što je posjedovao i brzinu i snagu. Njegovo je učenje naglašavalo vrijeme i udaljenost, u okviru temeljnog proučavanja osnovne tehnike. Upute za oružje slijedile su više organski stil, s vrlo malo proučavanja formalnih kata. Suganova uputa za oružje bila je usredotočena na pravilno postavljanje tijela (hanmi) i uparene vježbe, što je opet naglašavalo nužnost vremena i udaljenosti.
Godine 2003. Sugano je pretrpio amputaciju ispod koljena, ali je nastavio podučavati aikido bez ozbiljnih ograničenja. Osnovan je medicinski fond za pokrivanje njegovih tekućih zdravstvenih troškova. Umro u New Yorku 29. kolovoza 2010. godine. Zaklada koju je osnovao u Australiji prije svoje smrti, nastavlja međunarodno promovirati Suganovo aikido nasljeđe.
Troje Suganovih učenika unaprijeđeno je u 7. Dan po njegovoj preporuci: Tony Smibert (Tasmanija), Robert Botterill (Melbourne) i Hanan Janiv (Canberra). Također su dobili naslov shihana.

## Vanjske povezice
- Seiichi Sugano  Arhivirana inačica izvorne stranice od 20. listopada 2020. (Wayback Machine)